# Diazoxide
Le diazoxide est une molécule utilisée pour son effet vasodilatateur. 
Il inhibe aussi la sécrétion d'insuline en se fixant sur le domaine SUR1 (récepteur aux sulfonylurées) et active le pore KATP des cellules bêta pancréatiques, entraînant une hyperpolarisation de la membrane et inhibant la sécrétion d'Insuline. Il diminue également la production endogène de glucose. Il peut faire partie d'un traitement médical d'un insulinome (en cas de contre-indication à l'exérèse chirurgicale normalement préférée) à une dose allant de 150  à   600 mg par jour per os.
Associé à un régime, il permet une perte de poids chez le diabétique obèse.
Chez le diabétique de type 1, il permet une meilleure équilibration des glycémies.

## Effets secondaires
A fortes doses, il peut provoquer des troubles du rythme cardiaque, surtout en cas d'ischémie myocardique.